# Pregrad
Pregrad je priimek več znanih Slovencev:
- Boris Pregrad (1925–2022), ekonomist, kemik in tekstilni tehnolog, prof. VEKŠ Maribor
- Jožef Pregrad, politik, župan občine Bistrica ob Sotli